# Franciák hídja
A Franciák hídja (spanyolul: Puente de los Franceses) a spanyol főváros, Madrid egyik régi vasúti hídja. Nevét a hidat tervező mérnökök nemzetiségéről kapta.

## Története és leírása
A híd 1860 és 1862 között épült, az akkor létesülő új északi vasút számára. 1936 novemberében, a spanyol polgárháború idején Francisco Franco csapatai nyugatról érkezve itt próbáltak meg átkelni a folyón, hogy bevehessék a fővárost. A védők (a többéségében németekből álló 11. Nemzetközi Brigád tagjai) és a támadók között mintegy két óra hosszú csata kezdődött, végül a védők megakadályozták az átkelést. Bár néhány nap múlva Francóék egy másik ponton átkeltek a folyón, de a Franciák hídjának térségét soha nem tudták bevenni. A csata alkalmából a köztársaságpártiak még egy nevezetessé vált kuplét is költöttek, amely így kezdődött: Puente de los Franceses, mamita mía, nadie te pasa, azaz „Franciák hídja, anyukám, senki sem kel át rajtad”.
A híd Madrid központjától nyugatra, Monclova-Aravaca kerületben, a Príncipe Pío közlekedési csomópont északnyugati szomszédságában található, a vasútvonalat vezeti át a Manzanares folyó fölött. Öt darab félköríves nyílással rendelkezik, négy pillérje közül három közvetlenül a folyómederben áll. Építőanyaga nagyrészt vörös tégla, de a boltívek pereme világosabb színű faragott gránitkövekkel van kirakva.

## Képek

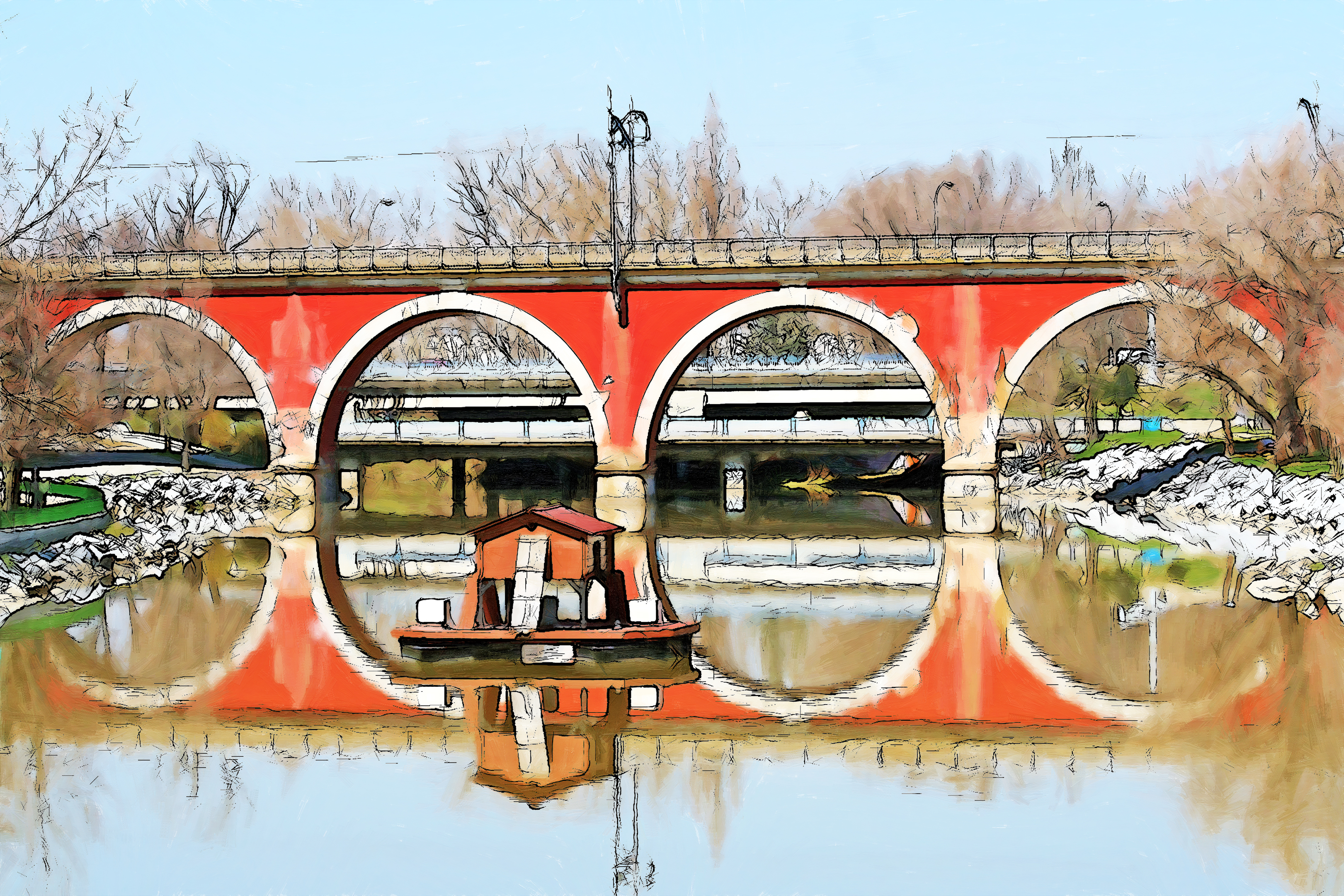
A híd és tükörképe
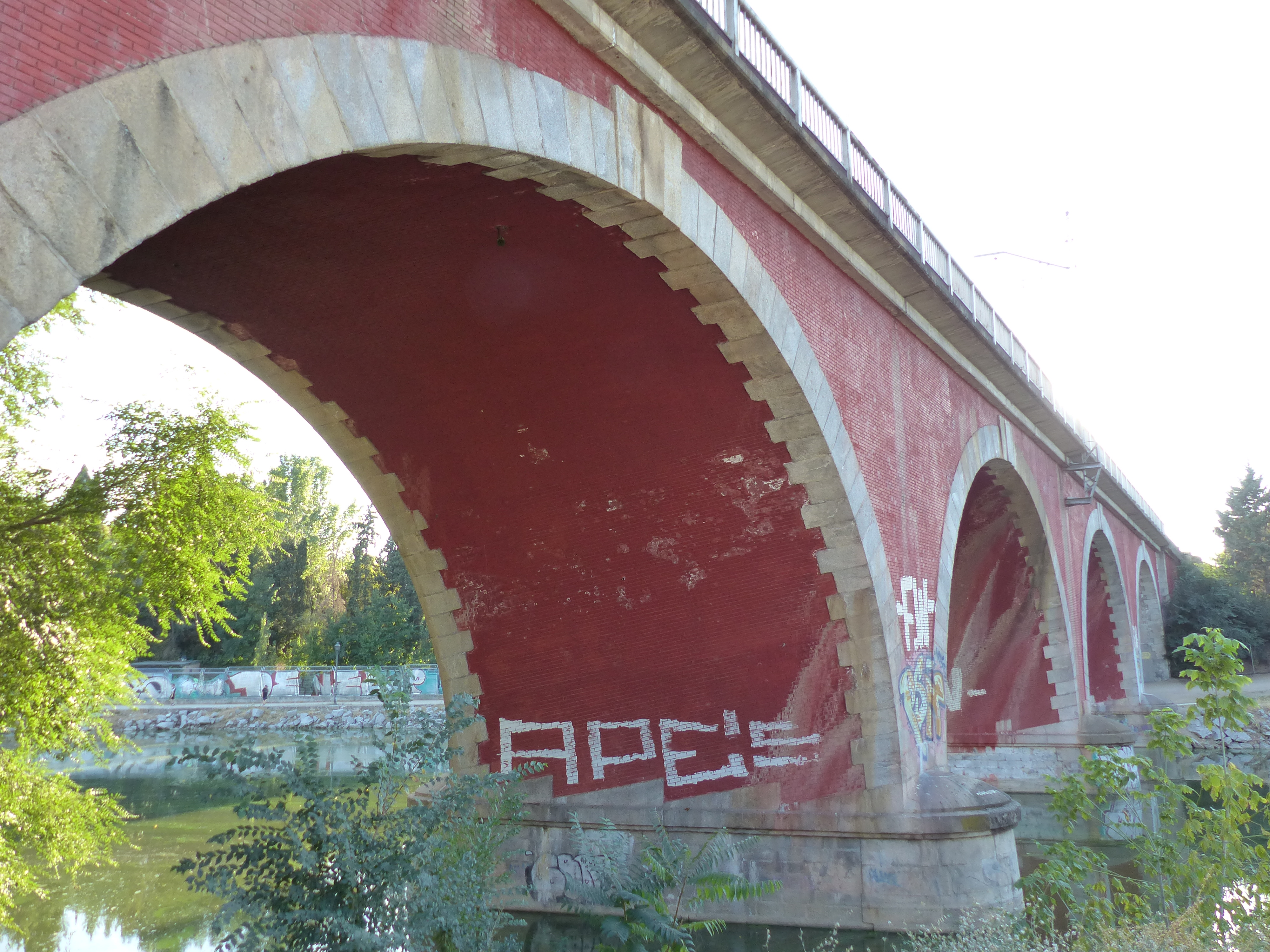
Részlet alulról
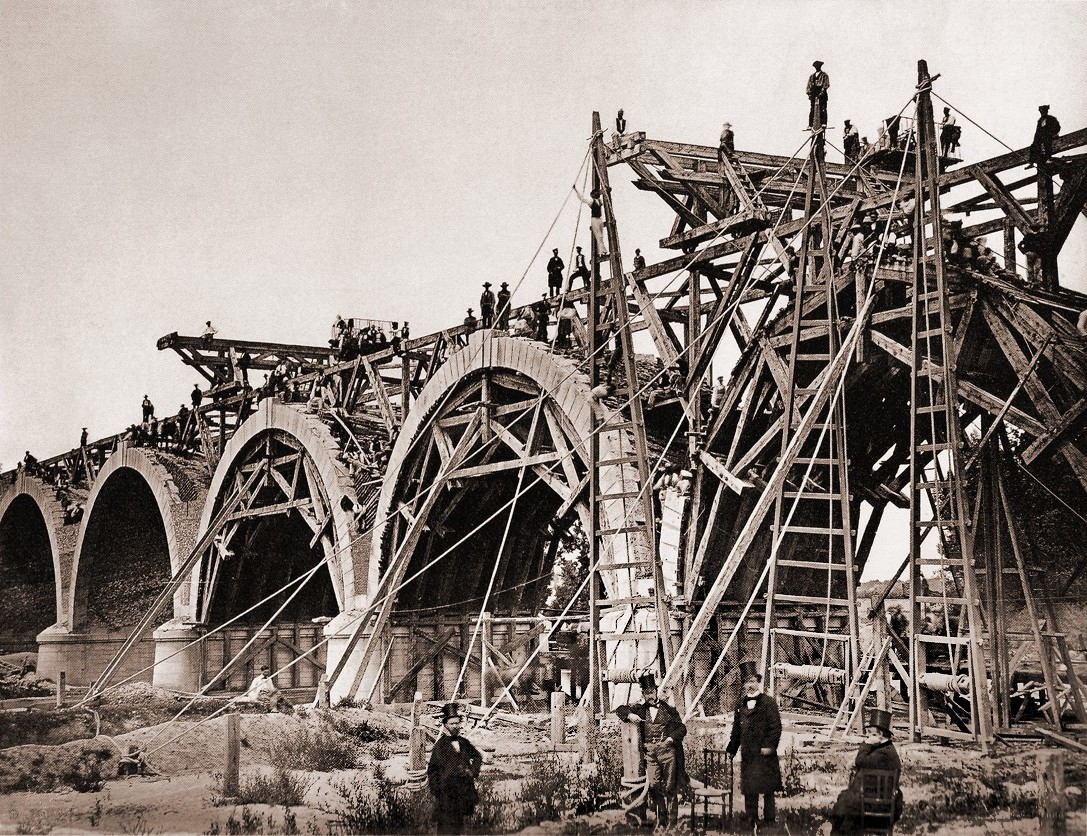
Az építkezés az 1860-as évek elején
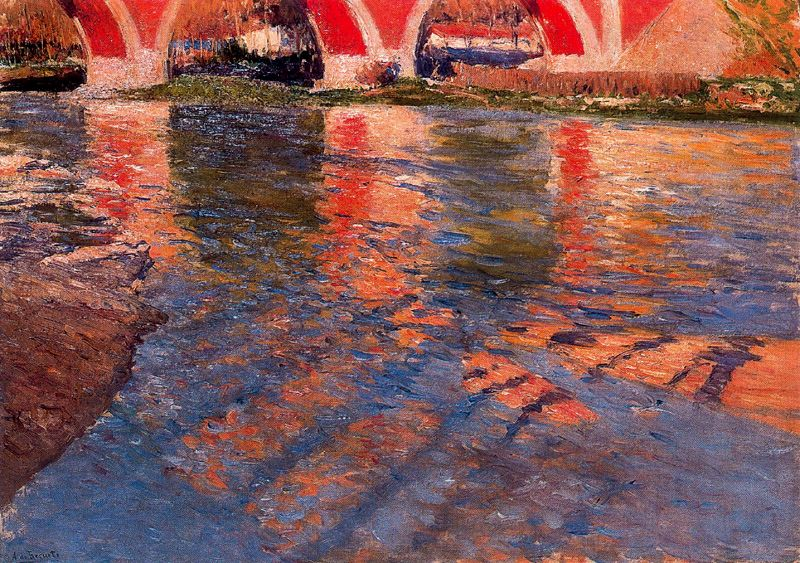
A híd és a Manzanares Aureliano de Beruete 1906-os festményén